# Carlos Verdejo
Carlos Enrique Verdejo Peralta (Valparaíso, 2 de octubre de 1934 - Viña del Mar, 24 de enero de 2017) fue un futbolista chileno que ocupaba la posición de delantero. Defendió la selección chilena en seis oportunidades. Conocido como el asiático por tener los ojos rasgados.

## Trayectoria
Inició su carrera en 1953 en Everton, al debutar en el empate 1:1 de su escuadra con Universidad de Chile en el Estadio Santa Laura. En 1957 fichó por Deportes La Serena de la Segunda División. Con su solitario gol en el partido de definición, La Serena logró ascender a la división de honor a fines de ese año.
En 1958, con La Serena en Primera División resultaron vicecampeones, y Verdejo se alzó como el goleador del torneo con 23 tantos. En 1959 el equipo alcanzó la final de Copa Chile, pero se inclinó frente a Santiago Wanderers. Sin embargo, se tomarían revancha al siguiente año, al derrotar al conjunto porteño por 4:1.
En 1964 llegó a Palestino, y en 1965 a Santiago Wanderers. Luego de dedicarse por un año a la fábrica de cecinas de su padrastro, se retiró como futbolista en Everton en 1967.
Actuó como refuerzo de varios equipos. Se midió cuatro veces con el Santos de Pelé, con un saldo de tres victorias. En su primer encuentro frente a Santos, reforzó a Universidad de Chile, reemplazando a Carlos Campos en la victoria de la «U» por 4:3. Reforzando a Colo-Colo logró imponerse en dos oportunidades: en marzo de 1964 reemplazó a Luis Hernán Álvarez y realizó el gol del triunfo del 3:2, y en octubre de 1964 venció junto a Colo-Colo por 3:1.
Ya retirado del fútbol profesional, se radicó en Estados Unidos.

## Muerte
Falleció de un paro cardiorrespiratorio. Tenía 82 años.

## Selección nacional
Fue internacional con la selección de fútbol de Chile en el campeonato sudamericano de 1957 anotando 2 goles en el triunfo 3:2 sobre Colombia. Y en el de 1959 jugando un encuentro sin anotar.

### Participación en Campeonatos Sudamericanos
| Copa                         | Sede      | Resultado |
| ---------------------------- | --------- | --------- |
| Campeonato Sudamericano 1957 | Perú      | Sexto     |
| Campeonato Sudamericano 1959 | Argentina | Quinto    |

## Estadísticas

### Clubes
| Club               | País  | Año       |
| ------------------ | ----- | --------- |
| Everton            | Chile | 1953-1956 |
| Deportes La Serena | Chile | 1957-1963 |
| Palestino          | Chile | 1964      |
| Santiago Wanderers | Chile | 1965      |
| Everton            | Chile | 1967      |

## Palmarés

### Títulos nacionales
| Título     | Club               | País  | Año  |
| ---------- | ------------------ | ----- | ---- |
| Primera B  | Deportes La Serena | Chile | 1957 |
| Copa Chile | Deportes La Serena | Chile | 1960 |

### Distinciones individuales
| Distinción                   | Año  |
| ---------------------------- | ---- |
| Goleador de Primera División | 1958 |